# 為書き

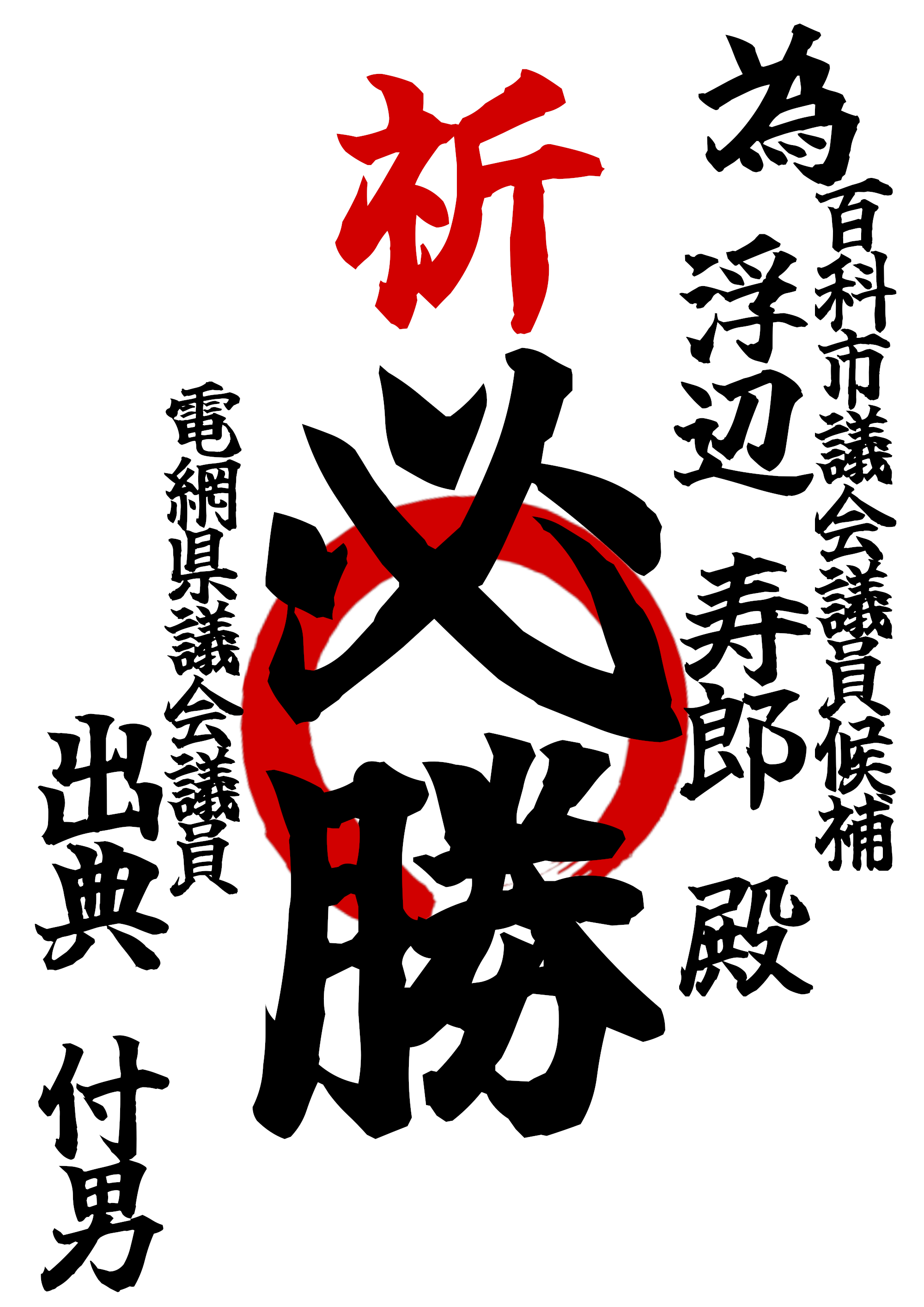
為書きの例

為書き、ないし、為書（ためがき）は、本来は、書画などの作品に、何のために、あるいは誰のために制作したかといった事情を説明する目的で書き込む語句、ないし、そのような語句を書き込む行為を指す表現であったが、日本では、選挙の際に、政治家などの有力者が、候補者を激励する目的で、「為 ○○殿/候補」と始め、「祈 必勝」、「祈 当選」などと大書した上で、自身の肩書と署名も入れて候補者に贈り、候補者の選挙事務所内などに掲出されるビラ、ないし、ポスターのことを意味するようになっている。「選挙で欠かせない必須アイテムのひとつ」とされ、檄ビラとも、また絵ビラ、必勝ビラ、必勝ポスター、応援ポスターなどとも称される。

## 法的位置づけ
為書きは、公職選挙法で認められた掲示物ではないため、事務所の外から見える位置には掲出してはいけないとされている。
また、政治家が為書きを贈る場合は、物品の寄付という扱いになるため、贈る側の政治家が、自身の選挙区内にいる相手に贈る場合は、政治団体間での寄付という体裁を整える必要がある。

## 手書きと印刷
もともと為書きは、白紙に墨書されるものであるが、送る側の名義人が実際に筆をとっているとは限らず、別の人物が浄書する場合もあり、それを請け負う業者もある。
また、印刷技術の発達に伴い、1点もののポスターであっても印刷によって作成する場合が目立つようになっており、中にはカラー印刷されたものや、送る側の名義人の写真が刷り込まれたものも登場している。

## 効用
為書きは、贈られる候補者の側からすれば、支持なり支援してくれる有力者を明示して、人脈の広さ、強さをアピールできるものであり、候補者側が贈ることを依頼する場合もあるという。
一方、贈る側にとっても、応援する気持ちを伝えられるだけでなく、自身のPRにもつながるので、複数の候補者に為書きを贈る場合もある。また、大学等の同窓会組織が、出身者すべてに網羅的に為書きを贈るといった例もある。

## トラブル
2019年には、千代田区の石川雅己区長が、区議会議員選挙に際し、部下の区職員に、勤務時間内に為書きの作成を命じていたことが判明し、公私混同と問題視された。政治家としての区長が、他の政治家に為書きを贈ることには何の問題もないが、勤務時間中の職員に、為書きを書かせたことには非があったと石川区長自身も認め、陳謝した。